# Gualberto do Rosário
António Gualberto do Rosário (* 12. Oktober 1950) war von 2000 bis 2001 Premierminister von Kap Verde.

## Politische Laufbahn
Er wurde in Portugal ausgebildet. Nach dem Rücktritt von Carlos Veiga am 29. Juli 2000, der sich um das Amt des Präsidenten bewerben wollte, wurde er am 5. Oktober 2000 Regierungschef. Zuvor war er Landwirtschaftsminister und später Veigas Stellvertreter. Wie sein Vorgänger gehört er zur Partei Movimento para a Democracia (MpD), die das Land seit der Einführung der Demokratie 1991 regierte.
Bei den Parlamentswahlen am 14. Januar 2001 siegte die frühere Einheitspartei Partido Africano para a Independência de Cabo Verde (PAICV) und ihr Vorsitzender José Maria Neves wurde am 1. Februar 2001 neuer Premierminister. Im August 2001 trat er als Chef der MpD zurück.